# Sulzbach, Birkenfeld
Sulzbach là một đô thị thuộc huyện Birkenfeld, trong bang Rheinland-Pfalz, phía tây nước Đức. Đô thị Sulzbach, Birkenfeld có diện tích 6,68 km², dân số thời điểm ngày 31 tháng 12 năm 2006 là 333 người.